# Upper Lillooet Park
Upper Lillooet Park är en park i Kanada.   Den ligger i provinsen British Columbia, i den sydvästra delen av landet, 3 500 km väster om huvudstaden Ottawa. Upper Lillooet Park ligger 1 839 meter över havet.
Terrängen runt Upper Lillooet Park är bergig åt nordost, men åt sydväst är den kuperad. Trakten runt Upper Lillooet Park är nära nog obefolkad, med mindre än två invånare per kvadratkilometer.. Det finns inga samhällen i närheten. 
Trakten runt Upper Lillooet Park är permanent täckt av is och snö.